# Шапка (връх)
Вижте пояснителната страница за други значения на Шапка.
Шапка е връх в Осоговска планина. Издига се на 2187,9 m н.в., което го нарежда на трето място по височина, след върховете Руен (2251,3 m) и Мали Руен (2230 m).
Връх Шапка е разположен на Кюстендилско-Кочанското било на Осоговска планина, което е изградено от кристалинни скали – амфиболит, гнайс и шисти. Върхът е безлесен, покрит с тревна растителност.
До върха се стига по черен почвен път, червена маркировка, започващ от хижа „Осогово“ до връх Руен. Малко преди върха се тръгва по стръмна пътека, по която минава зимната маркировка. Разстоянието до връх Руен се изминава за около 30 мин. В подножието на върха се намира заслон „Шапка“, който е в лошо състояние и може да се използва само при спешни случаи.